# Stefan Iancu
Stefan Iancu (Bucarest, 26 dicembre 1997) è un attore rumeno.

## Filmografia
- Plutonio 239 - Pericolo invisibile (The Half Life of Timofey Berezin) (2006)
- Skins (Skins), nell'episodio Cook (2009)
- Last night - Morte nella notte (Against the Dark) (2009) Uscito in home video
- Racconti dell'età dell'oro (Amintiri din epoca de aur) (2009)
- Born to Raise Hell (Born to Raise Hell) (2010)
- The Godmother (2011)
- Tatal meu e cel mai tare (2012) Cortometraggio
- 11 settembre 1683 (2012)
- Werewolf - La bestia è tornata (Werewolf: The Beast Among Us) (2012) Uscito in home video
- Walking with the Enemy (2013)
- Kira Kiralina, regia di Dan Pița (2014)